# Le Grand Déplacement
 (juillet 2025).
Si vous disposez d'ouvrages ou d'articles de référence ou si vous connaissez des sites web de qualité traitant du thème abordé ici, merci de compléter l'article en donnant les références utiles à sa vérifiabilité et en les liant à la section « Notes et références ».
Pour plus de détails, voir Fiche technique et Distribution.
Le Grand Déplacement est un film franco-belge réalisé par Jean-Pascal Zadi, sorti le 25 juin 2025.

## Synopsis
Alors que la Terre se meurt, des pays africains s'associent pour organiser la première mission spatiale africaine, persuadés que les autres pays vont délaisser leur continent. 
L’équipage, issu de plusieurs pays africains, doit atteindre une exoplanète baptisée Nardal. L'équipe a pour mission de s'assurer que la planète est habitable pour y déplacer tous les Africains quand la Terre sera devenue inhabitable. 
La technologie astronautique africaine, dirigée par l'UNIA, possède une grande avance sur le reste du monde grâce une plante que l'on pensait disparue mais qui a été retrouvée au Burundi et permet la production d'ergol qui nourrit des moteurs qui permettent d'atteindre des vitesses supraluminiques. Par ailleurs, l'UNIA possède une station spatiale secrète avec un membre d'équipage à bord qui en assure la maintenance depuis des années. 
Les stagiaires sont cinq avec : Pierre Blé, pilote de chasse français d'origine ivoirienne qui ne connait que très peu l'Afrique et ses cultures, Abdel Souya, botaniste algérien musulman, Wangari Tamaï, Armand, Mariama N'Diaye, experte en télécommunications. 
Ils subissent une formation intensive avec des passages en centrifugeuse, des entraînements sportifs, des amarrages en simulateur chronométrés et des tests de résistance à la chaleur, mais c'est lors de l'épreuve de cohésion en forêt que leur esprit d'équipe va être mis à l'épreuve. 
Le départ va être accéléré par la trahison d'Armand qui va informer le monde entier de la supériorité technologique de l'UNIA et quitter l'équipe. La NASA entre alors dans une nouvelle course à l'espace et l'UNIA ajoute rapidement Frantz Dubois, le formateur, pour former un équipage complet. 
L'expédition commence par un arrêt à la station spatiale où ils vont attendre quelques heures et recevoir une cargaison remplie de vivres et de capsules de survie, malheureusement, la réception de la cargaison échoue et en essayant de la récupérer lors d'une sortie extravéhiculaire, le résident de la station spatiale se perd dans l'espace. Le début du voyage commence mal mais l'équipage compte sur le botaniste pour cultiver la nourriture qu'il manque. 
Le début du voyage supraluminique commence et le botaniste musulman traverse une grande détresse spirituelle car sa boussole qui lui indiquait jusqu'alors la direction de la Mecque ne fonctionne plus, il sombre dans l'alcoolisme avec l'alcool qu'il a lui même cultivé. L'équipage de traverse plusieurs périodes de tensions en raison de l'expression ostentatoire de préjugés sexistes, religieux et liés aux origines de certains. Il en résulte l'ostracisation de l'auteur. 
La planète Nardal est à portée de vue et l'équipage reprend espoir, le botaniste se remet au travail, mais les communications tombent en panne et ne seront réparables que lorsque le vaisseau sera arrivé. Lors de l'arrivée, l'équipage apprend que l'atmosphère est respirable et proche de celle de la Terre et que le sol est fertile. Malheureusement, l'atmosphère contient un poison mortel inconnu qui force l'équipage à désigner un seul de leur membre pour revenir sur Terre n'ayant qu'une seule capsule de survie. 
Plus tard, l'équipage apprend que le poison ne tue que sur une courte durée et ressuscite ensuite ses victimes. Ils explorent donc la planète, cultivent, et font la découverte d'extraterrestres qui semblent communiquer avec les humains. Le vaisseau américain approche et lorsque l'équipage de Zion 63 va constater son arrivée, les astronautes sont morts, tués par le poison. Parmi l'équipage se trouve Armand qui avait trahi l'UNIA sur Terre et l'équipage de Zion 63 ne sait que faire d'eux et ne connait pas non plus leurs intentions. 

## Fiche technique
Sauf indication contraire, les informations mentionnées dans cette section peuvent être confirmées par les bases de données cinématographiques IMDb et Allociné,  présentes dans la section « Liens externes ».
- Titre original : Le Grand Déplacement[1]
- Titres de travail : Les Damnés de la Terre et La Mission de l'espace
- Réalisation : Jean-Pascal Zadi
- Scénario : Jean-Pascal Zadi et Hélène Bararuzunza
- Musique : Guillaume Roussel
- Décors : Maamar Ech-Cheikh
- Costumes : Maïra Ramedhan Levi
- Photographie : Antoine Roch[2]
- Production : Sidonie Dumas, Camille Moulonguet et Rémi Cervoni
- Sociétés de production : Douze Doigts Productions, Umedia et Gaumont, avec la participation de France 2 Cinéma
- Société de distribution : Gaumont (France)
- Budget : 17,1 millions d'euros
- Pays de production :  France,  Belgique
- Langue originale : français
- Format : couleur
- Genre : comédie
- Durée : 83 minutes
- Date de sortie[3] :
  - France : 25 juin 2025

## Distribution
Sauf indication contraire, les informations mentionnées dans cette section peuvent être confirmées par les bases de données cinématographiques IMDb et Allociné,  présentes dans la section « Liens externes ».
- Jean-Pascal Zadi : Pierre Blé
- Reda Kateb : Abdel Souya
- Lous and the Yakuza : Wangari Tamaï
- Fadily Camara : Mariama N'Diaye
- Fary : Frantz Dubois
- Jean-Claude Muaka : Armand
- Déborah Lukumuena
- Claudia Tagbo
- Alassane Diong
- Jean-Claude Muaka
- Edgar-Yves
- Josh Casaubon
- Aïssatou Diallo Sagna
- Sidiki Bakaba
- Djimo
- Observateur Ébène
- Jackee Toto : Roger Milla
- Gbi de Fer
- Éric Judor : Roger 1000 bras (voix)

## Production
Le projet est initialement annoncé en janvier 2024, sous le titre Les Damnés de la terre. Il est ensuite rebaptisé La Mission de l'espace.
Le tournage a lieu en Île-de-France et en Côte d'Ivoire au printemps 2024. Les scènes du vaisseau spatial Zion 63 sont tournées dans les studios de Bry-sur-Marne et celles de la planète Nardal à Ouarzazate au Maroc.
Le nom de la planète Nardal est une allusion à Paulette Nardal, militante antillaise de la négritude. Le drapeau commun à tous les membres de la mission est l'African-American Flag (en) de l'artiste afro-américain David Hammons. Le nom d'un des modules de la station spatiale, Batouala, est celui du roman de René Maran, écrivain français d'origine guyanaise récompensé du prix Goncourt en 1921. Le titre du film est quant à lui une allusion au Grand remplacement.

## Sortie et accueil
En novembre 2024, il est annoncé que le film sortira en France au premier semestre 2025.

### Accueil critique
La réception critique est globalement négative. Le site Allociné attribue une note moyenne de 2/5 à partir de l'interprétation de 22 critiques de presse recensées.
Dans Télérama, Marie Sauvion estime que la « comédie ne décolle pas » et déplore notamment un « manque d’épaisseur des personnages » et des « vannes malaisantes ». Selon elle, la « portée politique, philosophique » du film n'est pas suffisamment exploitée car le film se concentre trop sur les détails et les effets de cette « cette épopée cosmique. ». Également dans Télérama, Samuel Douhaire va dans le même sens en pointant « un gros souci d’écriture » car les efforts se sont surtout portés sur « des beaux décors et de beaux effets spéciaux ».

### Box-office
| Pays ou région | Box-office      | Date d'arrêt du box-office | Nombre de semaines |
| -------------- | --------------- | -------------------------- | ------------------ |
| France         | 130 970 entrées | 23 juillet 2025            | 4                  |
| Total mondial  |                 | -                          | -                  |